# Stien Kaiser
Stien Kaiser (n. 20 mai 1938, Delft, Țările de Jos – d. 22 iunie 2022, Baarn, Utrecht, Țările de Jos) a fost o sportivă ce a reprezentat Regatul Țărilor de Jos, medaliată olimpică. A participat la 2 ediții ale Jocurilor Olimpice (1968, 1972) în care a câștigat o medalie de aur, o medalie de argint și două medalii de bronz.